# Mezgraja
Mezgraja (cirill betűkkel Мезграја) egy falu Szerbiában, a Piroti körzetben, a Babušnica községben.

## Népesség
- 1948-ban 231 lakosa volt.
- 1953-ban 223 lakosa volt.
- 1961-ben 202 lakosa volt.
- 1971-ben 153 lakosa volt.
- 1981-ben 105 lakosa volt.
- 1991-ben 87 lakosa volt
- 2002-ben 57 lakosa volt,[1] akik mindannyian szerbek.[2]